# Kozi Kocioł

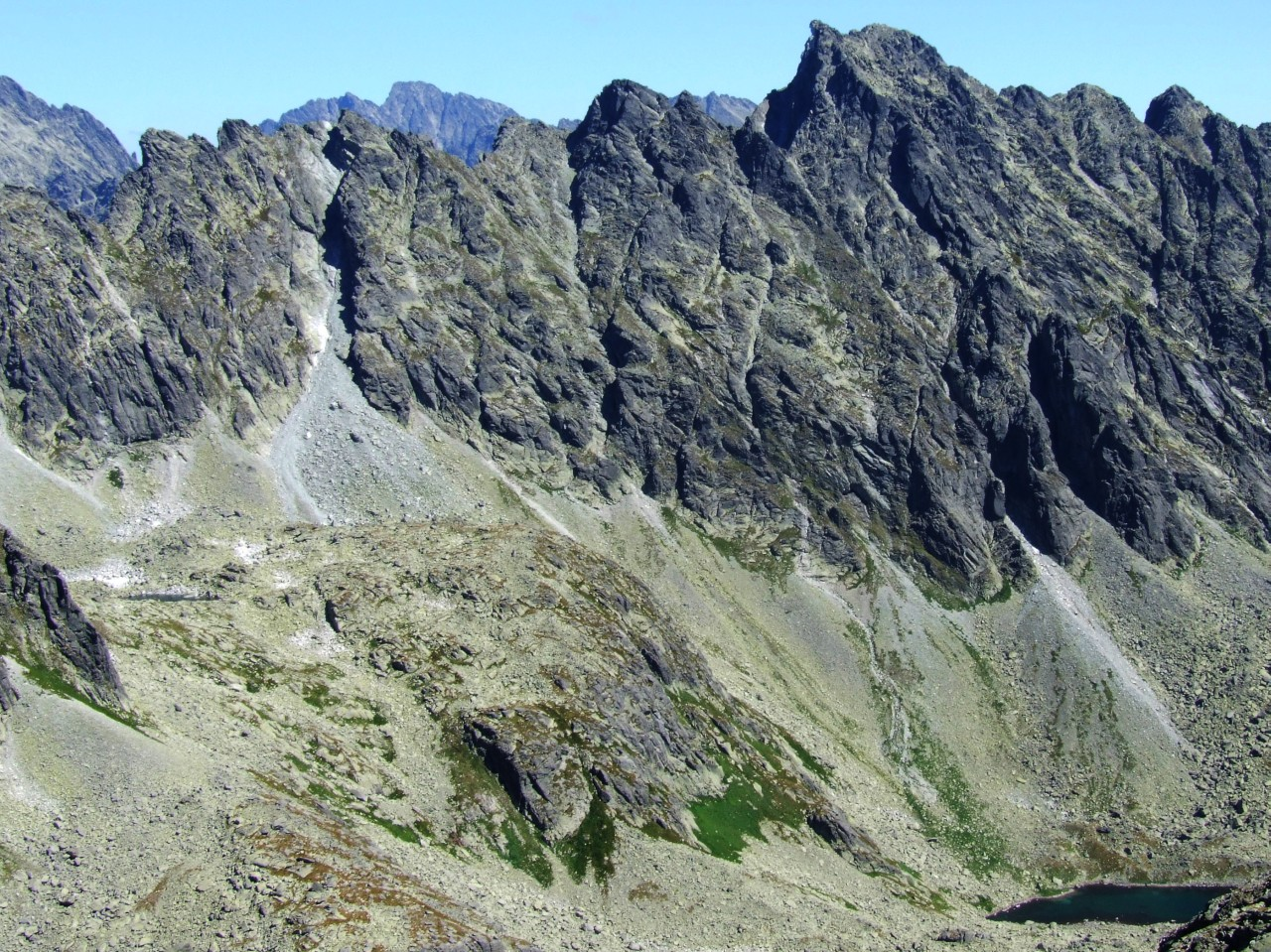
Po lewej stronie pod Granią Baszt Kozi Kocioł. Dostrzec można Wyżni Kozi Staw. W dolnym prawym rogu Niżni Kozi Staw

Kozi Kocioł lub Młynicki Kocioł (słow. Mlynický kotol) – jeden z dwóch cyrków lodowcowych w najwyższym piętrze Doliny Młynickiej w słowackich Tatrach Wysokich. Drugim jest Capi Kocioł, oddzielone są od siebie krótką grzędą Szczyrbskiego Szczytu. Po raz pierwszy nazwę Mlynický kotol wprowadził Arno Puškáš w 8 tomie przewodnika wspinaczkowego. Witold Henryk Paryski w 1995 r. w Wielkiej encyklopedii tatrzańskiej kocioł ten nazwał Kozim Kotłem. Władysław Cywiński w 2008 r. w 14 tomie swojego przewodnika przyznał pierwszeństwo nazwy słowackiemu tatrologowi i kocioł ten nazwał Młynickim Kotłem.
Kozi Kocioł jest mniejszy i stanowi północno-wschodnią odnogę tej doliny. Znajduje się u podnóży Szczyrbskiego Szczytu (2381 m), Młynickiej Przełęczy, Hlińskiej Turni (2340 m), Basztowej Przełęczy, Capich Turni (2364 m) i Zadniej Baszty (2379 m). Od południowej strony podcięty jest progiem skalnym, pod którym znajduje się Niżni Kozi Staw.
W Kozim Kotle na wysokości 2109 m leży Wyżni Kozi Staw, w czasie niskiego stanu wody tworzy on dwa oddzielne stawy i stąd przez niektórych autorów wyróżniane są dwa Kozie Stawy Wyżnie.
Przez Kozi Kocioł nie prowadzi żaden znakowany szlak turystyczny, sam kocioł jest widoczny z Doliny Młynickiej, zaś znajdujący się na nim Kozi Staw jest słabo tylko dostrzegalny z podejścia od Capiego Stawu na Bystrą Ławkę.

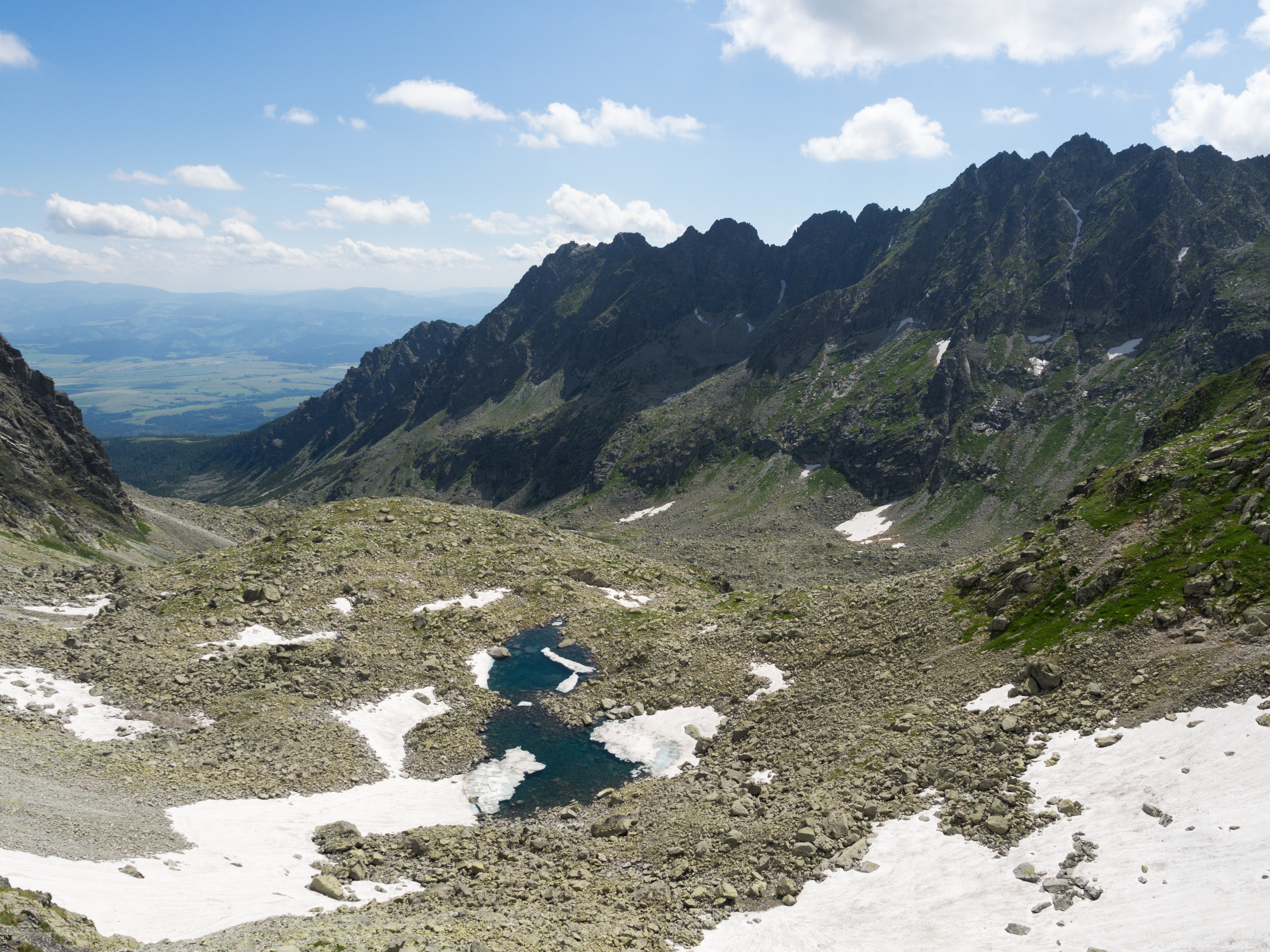
Kozi Kocioł z Wyżnim Kozim Stawem, w tle Grań Soliska